# Красноклювый скворец
Красноклювый скворец (лат. Spodiopsar sericeus) — вид птиц из семейства скворцовых, обитающий преимущественно на юго-востоке Китая.

## Описание
Небольшая птица длиной 21—24 см и размахом крыльев около 118 см. У самцов голова, задняя часть шеи, брюхо и подхвостье беловатые, иногда с оттенком охристого или серого цвета. Перья головы, шеи и верхней части груди несколько удлинённые. Грудь, спина, бока и мантия шиферно-серые, чуть более светлые по краям. Маховые перья и рулевые перья чёрные, с зеленоватым, голубым либо фиолетовым металлическим блеском. На первостепенных маховых имеются белые «зеркала». Клюв красный полностью либо красный с чёрным окончанием(отсюда название). Радужная оболочка голубая. Ноги хромово-жёлтые или бледно-оранжевые. У самок спина, крылья и хвост бурые с металлическим блеском. Перья головы, груди и брюха имеют также оттенок бурого, однако выглядят немного светлее.

## Распространение
Основной район обитания — юго-западный Китай южнее реки Янцзы, где в основном ведёт оседлый образ жизни. Зимой иногда залетает в Гонконг и Вьетнам. Известны случайные залёты на Филиппины и в Японию.
Обитает на холмистых и равнинных районах среди небольших рощ, лужаек, сельскохозяйственных угодий, садах. Корм ищет на земле и на деревьях. В отличие от некоторых других видов скворцов, с крупным рогатым скотом вместе не ассоциируется.

## Образ жизни
Общественная птица, в зимнее время собирается в стаи до 100 птиц. Гнёзда устраивает в дуплах деревьев и в расщелинах искусственных сооружений. Яйца голубовато-зелёные, бледные.
Известны случаи гибридизации Spodiopsar sericeus и Spodiopsar cineraceus.